# Eric Fanning

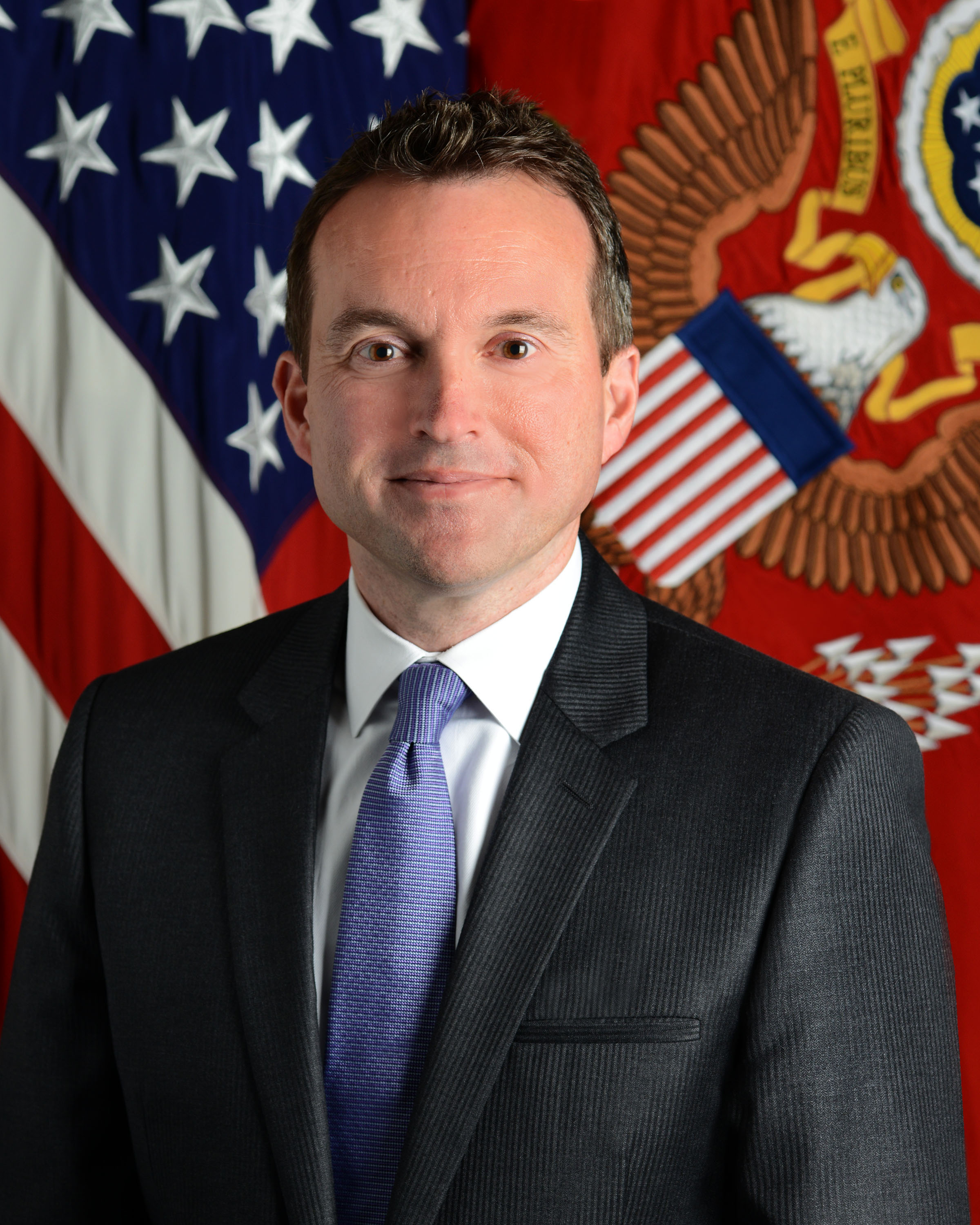
Eric Fanning (2015)

Eric Kenneth Fanning (* 2. Juli 1968 in Kalamazoo, Michigan) ist ein US-amerikanischer Regierungsbeamter. Er fungierte als Stabschef des Verteidigungsministeriums unter Verteidigungsminister Ashton Carter. Zuvor war er unter anderem Under Secretary of the Air Force und von Juni bis Dezember 2013 geschäftsführend United States Secretary of the Air Force. Von Mai 2016 bis Januar 2017 hatte er das Amt des United States Secretary of the Army inne.

## Leben

### Studium
Eric Fanning wuchs in Michigan und Ohio auf und studierte am Dartmouth College bis 1990 Geschichte, das Studium schloss er mit dem Bachelor ab. Nach eigenen Aussagen erwachte sein Interesse in den Vorwahlen von New Hampshire zur Präsidentschaftswahl 1988.

### Politik
Bereits in den 1990er Jahren arbeitete Fanning im Pentagon, zu dieser Zeit im House Armed Services Committee und im Büro des Secretary of Defense. Eine weitere Station in Washington führte ihn in die Abteilung für Politik des Weißen Hauses. Ab Juli 2009 arbeitete Fanning zunächst im Department of the Navy, als stellvertretender Under Secretary und Chief Management Officer, zudem war er Teil der Kommission gegen die Proliferation von Massenvernichtungswaffen und deren Einsatz durch Terroristen.
Von US-Präsident Barack Obama wurde er am 1. August 2012 zum Under Secretary im Department of the Air Force ernannt, die Bestätigung durch den US-Senat erfolgte am 18. April 2013. Mit dem Rücktritt von Michael Donley als Secretary wurde er am 21. Juni 2013 Acting Secretary und führte die Amtsgeschäfte bis zur Ernennung von Deborah Lee James im Dezember 2013.
Im September 2015 wurde Fanning als Nachfolger von John M. McHugh zum kommissarischen Leiter des Department of the Army ernannt. Nach einer weiteren zwischenzeitlichen interimistischen Amtsführung durch Patrick Murphy wurde Fanning von Präsident Obama als neuer Secretary of the Army vorgeschlagen. Die Bestätigung durch den US-Senat erfolgte am 18. Mai 2016. Mit dem Ende von Barack Obamas Amtszeit am 20. Januar 2017 trat auch Fanning seinen Posten ab.

### Freie Wirtschaft
Stationen außerhalb des Staatsapparates führten Fanning zu Business Executives for National Security, einem Think Tank und zu Robinson, Lerer & Montgomery (heute Young & Rubicam), einer Kommunikationsfirma in New York.

## Homosexualität
Eric Fanning war der hochrangigste bekennende Homosexuelle im US-Verteidigungsministerium und hat sich entsprechend politisch positioniert. Er forderte eine entsprechende Regelung für die US-Streitkräfte, die die Diskriminierung von Schwulen und Lesben verbietet:

“I personally like to see these things in writing and codified.”

„Ich persönlich würde gerne sehen, dass dies [d. h. ein Diskriminierungsverbot für Homosexuelle in den US-Streitkräften] schriftlich festgehalten und kodifiziert wird.“

Fanning war von 2004 bis 2007 Mitglied des Gay & Lesbian Victory Fund.